# João Veloso
João Manuel Pires da Silva e Almeida Veloso (Moçambique, 11 de Março de 1968) é um professor catedrático e linguista português.
Toda a sua formação académica foi feita na Faculdade de Letras da Universidade do Porto, onde foi  professor e desenvolveu investigação principalmente nas áreas de fonologia, morfologia e fonética, com passagens também pelas universidades de Estocolmo, Trás-os-Montes e Porto Rico. É autor de dezenas de publicações científicas sobre estas áreas da linguística, entre artigos científicos em revistas especializadas, capítulos e livros, com contribuições importantes para a linguística do português. Foi desde 2008 a 2022 coordenador científico do Centro de Linguística da Universidade do Porto, único centro especializado em estudos linguísticos no norte de Portugal. Também desde 2008, mantém um arquivo de amostras dialetais do português recolhidas desde a primeira metade dos anos noventa. Foi presidente da Associação Portuguesa de Linguística, cargo que desempenhou de 2012 a 2016. De 2018 a 2022 foi pró-Reitor da Universidade do Porto, assumindo as pastas da Promoção da Língua Portuguesa e Inovação Pedagógica. Foi também o primeiro diretor do Instituto Confúcio da Universidade do Porto, inaugurado em 2019.
É desde 2022 diretor do departamento de português da Faculdade de Letras da Universidade de Macau.